# Британско военно гробище (Скопие)
Британското военно гробище в Скопие е създадено през септември 1918 година след края на Първата световна война, когато в него са погребани 124 британски войници и офицери. Те са препогребани от британските военни гробища в Куманово, Прилеп, Велес и други, като причина за смъртта им е предимно грип.